# Vollenhovia punctata
Vollenhovia punctata är en myrart som beskrevs av Hugo Viehmeyer 1914. Vollenhovia punctata ingår i släktet Vollenhovia och familjen myror. Inga underarter finns listade i Catalogue of Life.